# Penthema cooperi
Penthema cooperi är en fjärilsart som beskrevs av Robert Christopher Tytler 1940. Penthema cooperi ingår i släktet Penthema och familjen praktfjärilar. Inga underarter finns listade i Catalogue of Life.